# División de Honor femenina de rugby 2020-21
La División de Honor femenina de rugby 2020-21 (o Liga Iberdrola de Rugby 2020-21, a causa del patrocinio) es la décima temporada de la máxima categoría del rugby femenino en España.

## Equipos participantes
| Equipo                      | Ciudad                              |
| --------------------------- | ----------------------------------- |
| CRAT Universidade da Coruña | La Coruña                           |
| CR Majadahonda              | Majadahonda (Madrid)                |
| CR Complutense Cisneros     | Madrid                              |
| XV Sanse Scrum              | San Sebastián de los Reyes (Madrid) |
| Olímpico de Pozuelo R. C.   | Pozuelo de Alarcón (Madrid)         |
| Corteva Cocos Rugby         | Sevilla                             |
| C.P. Les Abelles            | Valencia                            |
| AVIA Eibar Rugby Taldea     | Éibar                               |

## Clasificación
|                                                                 | Equipo                      | J | G | E | P | PF  | PC  | DP   | EF | EC | BO | BD | Puntos |
| --------------------------------------------------------------- | --------------------------- | - | - | - | - | --- | --- | ---- | -- | -- | -- | -- | ------ |
| 1                                                               | CR Majadahonda              | 7 | 6 | 0 | 1 | 213 | 82  | +131 | 35 | 13 | 4  | 0  | 28     |
| 2                                                               | CR Complutense Cisneros     | 7 | 6 | 0 | 1 | 172 | 95  | +77  | 29 | 16 | 2  | 1  | 27     |
| 3                                                               | AVIA Eibar Rugby Taldea     | 7 | 5 | 0 | 2 | 174 | 146 | +28  | 30 | 25 | 2  | 0  | 22     |
| 4                                                               | Corteva Cocos Rugby         | 7 | 4 | 0 | 3 | 159 | 82  | +77  | 26 | 12 | 3  | 2  | 21     |
| 5                                                               | CRAT Universidade da Coruña | 7 | 3 | 0 | 4 | 130 | 161 | -31  | 20 | 25 | 1  | 1  | 14     |
| 6                                                               | Olímpico de Pozuelo R. C.   | 7 | 2 | 0 | 5 | 122 | 156 | -34  | 19 | 26 | 0  | 2  | 10     |
| 7                                                               | XV Sanse Scrum              | 7 | 1 | 0 | 6 | 78  | 166 | -88  | 12 | 28 | 1  | 2  | 7      |
| 8                                                               | C.P. Les Abelles            | 7 | 1 | 0 | 6 | 92  | 252 | -160 | 16 | 42 | 0  | 0  | 4      |
| Fuente: Federación Española de Rugby (actualización automática) |                             |   |   |   |   |     |     |      |    |    |    |    |        |